# Turnul Porții Cisnădiei din Sibiu

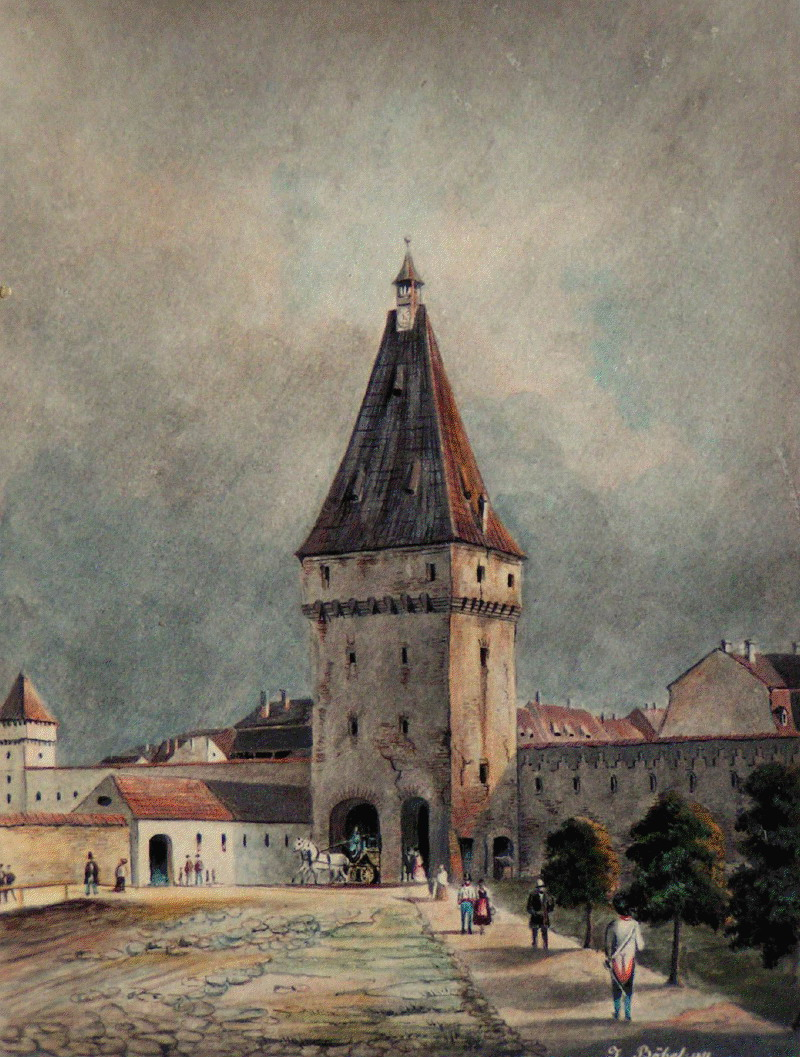
Turnul Porții Cisnădiei văzut dinspre sud (1836) - pictură în acuarelă de Johann Böbel

Turnul Porții Cisnădiei din Sibiu (în germană Heltauer Tor) a fost un turn construit în secolul al XIV-lea în orașul Sibiu și care făcea partea din cea de-a treia centură de fortificații a orașului. Turnul se afla deasupra Porții Cisnădiei (una dintre cele patru porți ale orașului) și proteja această poartă de acces în cetate, fiind apărat de breasla măcelarilor. El se afla la capătul vestic al străzii Cisnădiei (azi Nicolae Bălcescu), la intersecție cu strada Tribunei.
Lovită de un trăsnet la 27 iunie 1594, Poarta Cisnădiei a fost transformată în ruine și reclădită apoi în același an. Atât turnul, cât și poarta, au fost demolate în 1839, împreună cu alte fortificații ale orașului medieval, în scopul realizării unei mai bune legături între vechiul burg medieval și noile cartiere ale orașului. Modul în care arăta acest turn este cunoscută astăzi datorită unor picturi în acuarelă realizate de pictorul amator Johann Böbel (1824-1887).
Incinta a III-a a ansamblului fortificațiilor orașului medieval Sibiu, din care fac parte Turnuri de apărare, Turnul Dulgherilor, Turnul Olarilor, Turnul Archebuzierilor, Turn de Poartă și curtine edificate în perioada 1357-1366, a fost inclusă pe Lista monumentelor istorice din județul Sibiu din anul 2004, având codul de clasificare SB-II-m-A-12010.03. 

## Istoric

### Construirea porții și a turnului

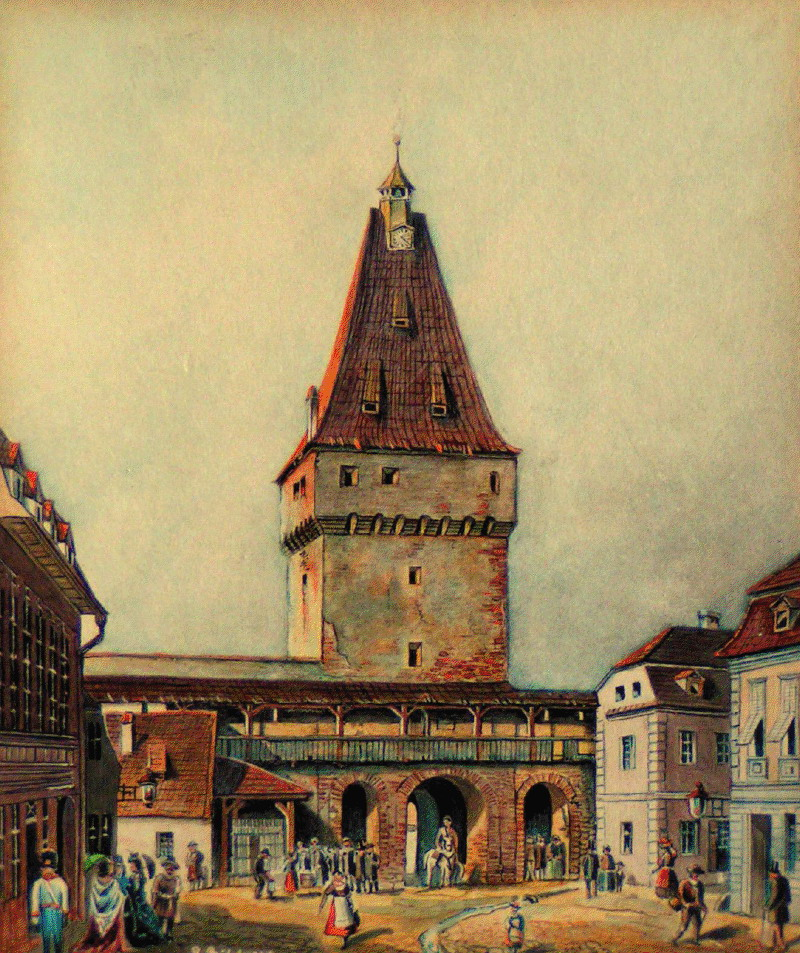
Turnul Porții Cisnădiei văzut dinspre strada Cisnădiei (1838) - pictură în acuarelă de Johann Böbel

În a doua jumătate a secolului al XIV-lea, s-a construit o a treia centură de fortificații a orașului Sibiu. Aceasta era formată din ziduri cu turnuri de apărare, precum și cu porți de acces în cetate. Din cea de-a III-a incintă fortificată a orașului mai există în prezent trei turnuri aflate pe strada Cetății (Turnul Archebuzierilor, Turnul Olarilor și Turnul Dulgherilor), alte câteva turnuri de apărare, un turn de poartă, precum și fragmente de curtine. Acestea sunt datate în perioada 1357-1366. 
Odată cu construcția celei de-a treia incinte de fortificație a orașului, s-au construit și porți de acces în cetate, printre care și Poarta Cisnădiei. Denumirea sa provenea de la strada Cisnădiei, în capătul căreia a fost construită poarta. Cercetările arheologice efectuate în ultimii ani au scos la iveală ruinele fundațiilor acestei porți. Poarta Cisnădiei se afla în dreptul clădirii ce desparte Parcul ASTRA de strada Tribunei. 
Asediile otomane de la mijlocul secolului al XV-lea au determinat necesitatea întăririi fortificațiilor orașului, precum și o organizare mai eficientă a apărării cetății. În anul 1457, cele patru porți ale orașului au fost repartizate breslelor înstărite și bine organizate, care urmau să le apere. Poarta Turnului a fost dată breslei croitorilor, Poarta Ocnei - breslei cizmarilor, Poarta Elisabeta (sau a Gușteriței) - breslei cojocarilor, iar Poarta Cisnădiei a revenit breslei măcelarilor. În caz de asediu, această poartă urma să fie apărată de 33 de oameni.  În anul 1577 s-a construit o rondelă de artilerie în fața Porții Cisnădiei.  De asemenea, a fost amenajat în exterior și un lac artificial care îngreuna accesul unei eventuale armate de asediu în cetate. 

### Rolul Porții Cisnădiei
În decursul timpului, Turnul Porții Cisnădiei a fost asediat de nenumărate de ori de către turci, principi maghiari sau domni ai Țării Românești. Cronicile Sibiului menționează în numeroase pasaje hărnicia și destoinicia măcelarilor, care au apărat Poarta  Cisnădiei și turnul de deasupra ei. Turnul Porții Cisnădiei a devenit un simbol al rezistenței sibienilor împotriva inamicilor. Poarta Cisnădiei a fost lovită de un trăsnet la 27 iunie 1594, fiind transformată în ruine. Ea a fost reclădită în același an. Istoricii sibieni presupun că pe aici a intrat Mihai Viteazul în Sibiu după bătălia de la Șelimbăr (1599). 
Poarta Cisnădiei avea un rol economic important pentru Sibiu, făcând legătura cu Dumbrava Sibiului, unde se aflau atelierele, morile și fermele orașului. În secolul al XVII-lea, “după voința breslei măcelarilor”, târgul de vite al orașului a fost mutat de pe strada Valea Mare într-un spațiu aflat în apropiere de Poarta Cisnădiei. În interiorul fortificațiilor, de-a lungul zidurilor, unii locuitori și-au construit case. Administrația orașului a hotărât în 1694 ca zidul cetății dintre porțiunea ocupată de măcelari și Turnul Sării să fie întreținut de proprietarii care și-au construit case pe zidul orașului.  
În anul 1807, la sud de această poartă, s-a construit o cazarmă pentru încartiruirea militarilor din armata austriacă. Cazarma a fost ridicată de sibieni pentru a scăpa de obligativitatea încartiruirilor în casele cetățenilor. Ea a fost demolată în 1987.
Meșterul brutar Johann Böbel (1824-1887) a realizat două picturi în acuarelă în care este reprezentat acest turn: prima datează din 1836 și prezintă turnul dinspre sud (din exteriorul fortificațiilor), în timp ce a doua a fost realizată în 1838 și prezintă turnul dinspre strada Cisnădiei (fosta Heltauergasse, azi strada Nicolae Bălcescu), adică din interiorul fortificațiilor.
La începutul secolului al XIX-lea, porțile cetății și zidurile de incintă au început să stânjenească dezvoltarea orașului, ele devenind inutile. În exteriorul zidurilor s-a construit cartierul Josefin. Pentru realizarea unei bune legături între vechiul burg medieval și noile cartiere, magistratul orașului a hotărât, în prima jumătate a secolului al XIX-lea, demolarea Porții Cisnădiei, împreună cu alte fortificații ale orașului medieval. Poarta Cisnădiei a fost demolată în anul 1839. Pe locul său a fost amenajată o nouă piață, numită în trecut Piața Hermann, care lega cartierul Josefin de orașul medieval. 

### Încercări de refacere
În anul 2006, Primăria municipiului Sibiu a inițiat un proiect de refacere a Turnului Porții Cisnădiei exact pe vechea locație (capătul străzii Nicolae Bălcescu, la intersecție cu strada Tribunei). Ideea noii construcții este de a îmbina trecutul cu modernul. Astfel, primarul Klaus Johannis a afirmat că "reconstruirea acestui turn va crea o legătură între nou și vechi, între centrul istoric și cel nou al Sibiului. Prin forma sa, Turnul va aminti de istorie, iar prin materialele moderne care vor fi folosite va da impresia de arhitectură modernă".  Se intenționa crearea unui spațiu în care să se organizeze, pe parcursul anului 2007 (când Sibiul urma să fie Capitală Culturală Europeană), expoziții și diferite evenimente de mai mică anvergură. 
Noul Turn al Cisnădiei urma să adăpostească o sală de expoziții, o cafenea și un punct de informare pentru turiști și să fie dotat cu lift. S-a prevăzut ca la ultimul etaj să se amenajeze un punct de belvedere, din care turiștii să poată admira panorama centrului istoric.  Specialiștii au propus ca turnul să aibă dimensiunile originare, după cum reies din schițele realizate de Böbel, o parte a turnului să fie executată din zidărie, iar pe sub turn să se poată circula. 
Au fost realizate săpături arheologice, zona unde s-a aflat turnul fiind decopertată. Apoi, primăria a astupat provizoriu groapa și a organizat un concurs de proiecte. Până la sfârșitul lunii septembrie 2006 au fost depuse doar două oferte ale arhitecților; acestea au fost analizate de o comisie de arhitecți, dar niciuna nu a fost agreată și s-a luat decizia să se organizeze un nou concurs.  Aceasta nu s-a mai organizat însă.

## Arhitectură
Poarta Cisnădiei avea trei deschideri boltite, dintre care două pentru pietoni și o deschidere centrală pentru trăsuri și căruțe. Pentru a proteja această intrare în oraș, deasupra porții s-a construit un turn masiv de formă dreptunghiulară, care era situat în exteriorul incintei fortificate. 
Turnul avea trei etaje și era prevăzut cu metereze dreptunghiulare, realizate în special pentru a permite executarea focului de archebuze. Partea superioară a turnului era ieșită în afară și sprijinită, la fel ca majoritatea turnurilor sibiene, pe console în ale căror arce de legătură erau prevăzute guri de foc. Acoperișul era înalt, în patru ape, având la partea superioară un turnuleț-lanternă pe care era amplasat un orologiu (pe laturile dinspre exterior și interior). 